# 若月美衣奈
若月美衣奈（日语：若月みいな，1995年1月19日—），日本AV女優。所屬事務所是C-more ENTERTAINMENT。曾以「若槻水菜（若槻みづな）」為藝名演出。

## 個人簡介
2015年從AV界出道。出道的背景是「ノリと勢い」。
興趣是美容、聊天和韓流。身高因不同媒體而有所變動，根據東京體育的報導是「身高169cm、B99(I罩杯)、W66、H97」。本人於2021年3月7日在Twitter上宣布重新測量為B101、W66、H99。
2021年1月獲得ゲオTV的MANGO 爆乳AV女優ランキング（2021年版）的第8名。
2020-04-03 發行 JUY-580 31歲眼鏡主婦みいな小姐。

## 外部連結
- 若月みいな 所屬事務所 （页面存档备份，存于）
- 若月みいな的X（前Twitter）
- 若月美衣奈的Instagram帳戶